# Bolesław V van Polen
Bolesław V van Polen bijgenaamd de Kuise (Nowy Korczyn, 21 juni 1226 - Krakau, 17 december 1279) was vanaf 1232 hertog van Sandomierz en vanaf 1243 groothertog van Polen. Hij behoorde tot het huis Piasten.

## Levensloop
Hij was de enige zoon van groothertog Leszek I van Polen en prinses Grimislava van Kiev. Zijn vader werd in 1227 vermoord, waarna er bittere strijd om de Poolse troon uitbrak tussen hertog Hendrik I van Silezië, Wladislaus Spillebeen en hertog Koenraad I van Mazovië. Deze machtsstrijd zou door hertog Hendrik I van Silezië gewonnen worden.
Vanaf 1232 regeerde Bolesław V over het hertogdom Sandomierz in Klein-Polen, onder het regentschap van Hendrik I. Nadat Hendrik I in 1238 overleed, werd diens zoon Hendrik II regent. In 1239 werd Bolesław V uiteindelijk volwassen verklaard, waardoor er geen regentschap meer nodig was. Hetzelfde jaar vond het huwelijk plaats tussen Bolesław en Cunegonda van Hongarije, dochter van koning Béla IV van Hongarije. Het huwelijk bleef echter kinderloos, waardoor Bolesław V de bijnaam de Kuise kreeg.
In 1241 sneuvelde Hendrik II tijdens de Slag bij Liegnitz tegen het Mongoolse Rijk, waarna Bolesławs oom Koenraad I van Mazovië de nieuwe groothertog van Polen werd. Zowel Bolesław als de Klein-Poolse adel waren daar niet tevreden mee en begonnen een oorlog tegen Koenraad I. Nadat Koenraad I in 1243 verslagen werd, volgde Bolesław V hem op als groothertog van Polen. 
Als groothertog van Polen kreeg Bolesław V te maken met invallen van het Mongoolse Rijk, waardoor hij meerdere keren uit Polen verdreven werd. Omdat hij de steun had van de Poolse adel, kon hij echter steeds terugkeren en kon hij zonder probleem groothertog van Polen blijven. Ook steunde Bolesław Hongarije in de oorlog tegen het koninkrijk Bohemen om het hertogdom Oostenrijk. in 1273 kwam echter een deel van de Poolse adel in opstand tegen hem. Dit deel van de adel wilde graag hertog Wladislaus I van Opole op de Poolse troon, waarna Wladislaus een militaire expeditie begon. Bolesław versloeg Wladislaus, maar moest wel een klein deel van Klein-Polen aan het hertogdom Opole afstaan.
Tijdens zijn regering werden er in 1251 in de omgeving van de stad Bochnia grote zoutlagen ontdekt. Hierdoor kon er meer aan zoutwinning gedaan worden en met de inkomsten hieruit steeg het bedrag in de staatskas. Ook schonk Bolesław in 1257 Krakau stadsrechten volgens het Maagdenburgs recht.
In 1279 overleed Bolesław V. Omdat hij zonder nakomelingen stierf, stierf de mannelijke lijn van de Klein-Poolse tak van het huis Piasten uit. Voor zijn dood had hij hertog Leszek II van Sieradz tot zijn opvolger benoemd. Na zijn dood trad zijn weduwe in het klooster, waar Cunegonda in 1292 zou sterven. In 1690 werd ze zalig en in 1999 heilig verklaard. Ook werd ze in 1695 de patroonheilige van Polen en Litouwen.

## Voorouders
| Voorouders van Bolesław V van Polen | Voorouders van Bolesław V van Polen                                            | Voorouders van Bolesław V van Polen                                   | Voorouders van Bolesław V van Polen                              | Voorouders van Bolesław V van Polen                              |
| ----------------------------------- | ------------------------------------------------------------------------------ | --------------------------------------------------------------------- | ---------------------------------------------------------------- | ---------------------------------------------------------------- |
| Overgrootouders                     | Bolesław III van Polen (1073-1113) ∞ Salomea van Berg-Schelklingen (1101-1144) | Koenraad II van Moravië (-1161) ∞ Maria van Servië (-)                | Jaroslav Izjaslavitsj (-) ∞ ? (–)                                | ? (-) ∞ ? (-)                                                    |
| Grootouders                         | Casimir II van Polen (1138-1194) ∞ Helena van Znojmo (1141-1202/1206)          | Casimir II van Polen (1138-1194) ∞ Helena van Znojmo (1141-1202/1206) | Ingvar van Kiev (1152-1220) ∞ ? (-)                              | Ingvar van Kiev (1152-1220) ∞ ? (-)                              |
| Ouders                              | Leszek I van Polen (1184-1227) ∞ Grimislava van Kiev (1185-1258)               | Leszek I van Polen (1184-1227) ∞ Grimislava van Kiev (1185-1258)      | Leszek I van Polen (1184-1227) ∞ Grimislava van Kiev (1185-1258) | Leszek I van Polen (1184-1227) ∞ Grimislava van Kiev (1185-1258) |
| Bolesław V van Polen (1226-1279)    |                                                                                |                                                                       |                                                                  |                                                                  |

Siemowit · Lestko · Siemomysł · Mieszko I · Bolesław I · Mieszko II Lambert · Bezprym · Mieszko II Lambert · Casimir I · Bolesław II · Wladislaus I Herman · Zbigniew · Bolesław III · Wladislaus II · Bolesław IV · Mieszko III · Casimir II · Leszek I · Wladislaus III · Mieszko IV · Koenraad · Hendrik I · Hendrik II · Koenraad · Bolesław V · Leszek II · Hendrik IV · Przemysł II · Wenceslaus II · Wenceslaus III · Wladislaus I · Casimir III · Lodewijk · Hedwig · Wladislaus II Jagiello · Wladislaus III · Casimir IV · Jan I Albrecht · Alexander · Sigismund I · Sigismund II August I · Hendrik · Anna · Stefanus Báthory · Sigismund III · Wladislaus IV · Jan II Casimir · Michaël Korybut Wiśniowiecki · Jan III Sobieski · August II · Stanislaus I Leszczyński · August II · Stanislaus I Leszczyński · August III · Stanislaus II August Poniatowski